# 人造石油製造事業法
人造石油製造事業法（じんぞうせきゆせいぞうじぎょうほう、昭和12年8月10日法律第52号）は、人造石油製造事業の確立を図って制定された法律である。

## 概要
日本は石油資源を輸入に頼るところが多く、しかし、産業においても国防においてもこれを欠かすことは出来ないため、液体燃料の自給を確立することが急務であるとされて第七十一帝国議会を通過して制定された。
法律内容は、人造石油製造事業を許可事業として、許可を受けた会社は政府の指定する期間内にその事業を開始し、事業計画、販売価格の変更、設備の拡張改良、製造方法の改善その他について、「液体燃料委員会」（石油業委員会が改称したもの）の議を経た政府の命令に従う義務を有する、
その一方で、会社は所得税、営業収益税、地方税を10箇年、器具機械材料の輸入税を7箇年、免除され、増資と社債の発行に特例が認められ、さらに、製造人造石油で奨励金を得る、
などであった。
貴族院本会議の報告によれば、人造石油の生産費は合成法が67～68銭で、これと天然石油との差額を奨励金とする方針とされ、その総額は7箇年で、9500万円が見込まれた。
また、人造石油の予定量は、日満2国で7箇年計画年産100万リットルであった。
この法律は、石油業法外十三法律廃止法律(昭和20年12月21日法律第49号)により廃止された。